# Loch Awe (sjö i Storbritannien, Highland)
Loch Awe är en sjö i Storbritannien.   Den ligger i kommunen Highland och riksdelen Skottland, i den norra delen av landet, 800 km norr om huvudstaden London. Loch Awe ligger 160 meter över havet.  Trakten runt Loch Awe består i huvudsak av gräsmarker.